# Ethik
Die Ethik ist jener Teilbereich der Philosophie, der sich mit den Voraussetzungen und der Bewertung menschlichen Handelns befasst. Ihr Gegenstand ist damit die Moral insbesondere hinsichtlich ihrer Begründbarkeit und Reflexion. Cicero übersetzte als erster ēthikḕ téchnē (die ethische Kunst) in den seinerzeit neuen Begriff philosophia moralis (Philosophie der Sitten). In seiner Tradition wird die Ethik auch heute noch als Moralphilosophie bezeichnet.
Die Ethik und ihre benachbarten Disziplinen (z. B. Rechts-, Staats- und Sozialphilosophie) werden auch als „praktische Philosophie“ zusammengefasst, da sie sich mit dem menschlichen Handeln befasst. Im Gegensatz dazu steht die „theoretische Philosophie“, zu der als klassische Disziplinen die Logik, die Erkenntnistheorie und die Metaphysik gezählt werden.
Ihr entsprechen in der Religionswissenschaft die religionsgeschichtliche Erforschung der Sittlichkeit (Moral) sowie vor allem die kath. Moraltheologie und die ev. theologische Ethik, die wiederum Teilgebiete der christlichen systematischen Theologie sind.

## Wortherkunft
Das deutsche Wort Ethik stammt von griechisch ἠθική (ἐπιστήμη) ēthikḗ (epistḗmē) „das sittliche (Verständnis)“, von ἦθος ē̂thos „Charakter, Sinnesart“ (dagegen ἔθος éthos: Gewohnheit, Sitte, Brauch).

## Ursprung

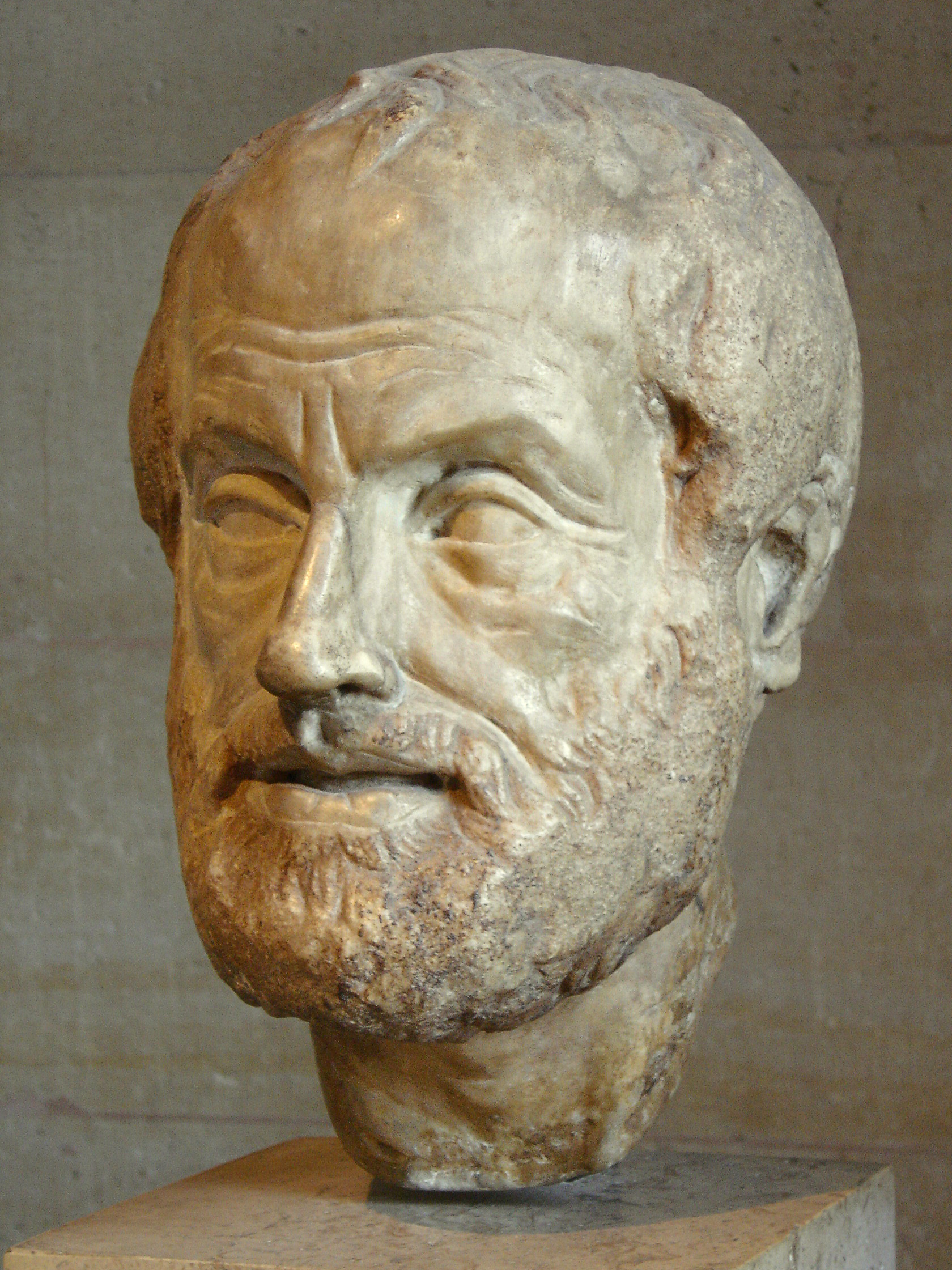
Aristoteles begründete die Ethik als eigenständige philosophische Disziplin.

Bereits die Sophisten (im 5. bis 4. Jahrhundert v. Chr.) vertraten die Auffassung, es sei für ein Vernunftwesen wie den Menschen unangemessen, wenn dessen Handeln ausschließlich von Konventionen und Traditionen geleitet wird. Im Zuge der sokratischen Wende rückte Sokrates (5. Jahrhundert v. Chr.) die Ethik ins Zentrum des philosophischen Denkens. Ethik als Bezeichnung für eine philosophische Disziplin geht auf Aristoteles (4. Jahrhundert v. Chr.) zurück, der damit die wissenschaftliche Beschäftigung mit Gewohnheiten, Sitten und Gebräuchen (ethos) meinte. Er war der Überzeugung, menschliche Praxis sei grundsätzlich einer vernünftigen und theoretisch fundierten Reflexion zugänglich. Ethik war somit für Aristoteles eine philosophische Disziplin, die den gesamten Bereich menschlichen Handelns zum Gegenstand hat und diesen Gegenstand mit philosophischen Mitteln einer normativen Beurteilung unterzieht und zur praktischen Umsetzung der auf diese Weise gewonnenen Erkenntnisse anleitet.

## Ziele und Fragestellungen
Die (allgemeine) Ethik wird heute als die philosophische Disziplin verstanden, die Kriterien für gutes und schlechtes Handeln und für die Bewertung seiner Motive und Folgen aufstellt. Sie ist von ihrer Zielsetzung her eine praktische Wissenschaft. Es geht ihr nicht um ein Wissen um seiner selbst willen (theoria), sondern um eine verantwortbare Praxis. Sie soll dem Menschen Hilfen für seine sittlichen Entscheidungen liefern. Dabei kann die Ethik allerdings nur allgemeine Prinzipien und Normen guten Handelns oder ethischen Urteilens überhaupt oder Wertvorzugsurteile für bestimmte Typen von Problemsituationen begründen. Die situationsspezifische Anwendung dieser Prinzipien auf neue Situationen und Lebenslagen ist nicht durch sie leistbar, sondern Aufgabe der praktischen Urteilskraft und des geschulten Gewissens.
Die drei Fragen nach
- dem „höchsten Gut“,
- dem richtigen Handeln in bestimmten Situationen und
- der Freiheit des Willens

stehen im Zentrum.
Als philosophische Disziplin bearbeitet die Ethik moralische Fragen auf der Grundlage lebensweltlicher Einstellungen, Wertüberzeugungen und rationaler Argumente. Auch in den jüdischen, christlichen und islamischen Theologien werden ethische Fragen behandelt. In der Theologischen Ethik werden unterschiedliche Voraussetzungen und Vorgehensweisen zugrunde gelegt: Während sogenannte Glaubensethiken religiöse Überzeugungen, einschließlich offenbarungstheologisch vermittelter Traditionen, als Argumentationsgrundlage voraussetzen, werden v. a. seit den 1970er Jahren auch Ansätze vertreten, wonach die Begründung ethischer Normen nur voraussetzt, was unabhängig von spezifischen religiösen oder weltanschaulichen Verortungen rational einsichtig zu machen ist. Beispiele dafür sind die Vorschläge sogenannter „Autonomer Moral“ von Alfons Auer oder Franz Böckle.

### Abgrenzung

#### Rechtswissenschaft
Auch die Rechtswissenschaft fragt danach, wie gehandelt werden soll. Im Unterschied zur Ethik (welche seit Christian Thomasius und Kant von der Rechtslehre unterschieden wird) bezieht sie sich jedoch im Allgemeinen auf eine bestimmte, faktisch geltende Rechtsordnung (positives Recht), deren Normen sie auslegt und anwendet. Wo die Rechtswissenschaft als Rechtsphilosophie, Rechtspolitik oder Gesetzgebungslehre auch die Begründung von Rechtsnormen behandelt, nähert sie sich der Ethik an. Auch das Vernunftrecht zeigt Parallelen zur Ethik.

#### Empirie
Mit gesellschaftlichen Normen des Handelns befassen sich auch empirische Wissenschaften wie Soziologie, Ethnologie und Psychologie. Im Unterschied zur normativen Ethik im philosophischen Sinne geht es dort jedoch um die Beschreibung und Erklärung faktisch bestehender ethischer Überzeugungen, Einstellungen und Sanktionsmuster und nicht um deren Rechtfertigung oder Kritik. Beziehungen bestehen also zur deskriptiven Ethik.

#### Theorie der rationalen Entscheidung
Auch die Theorie der rationalen Entscheidung beantwortet die Frage: Wie soll ich handeln? Jedoch unterscheidet sie sich von ethischen Fragestellungen dadurch, dass Theorien rationalen Handelns nicht in jedem Falle auch Theorien des moralisch Guten sind. Von ethischen Theorien mit einem allgemeinverbindlichen Anspruch unterscheiden sich Theorien rationaler Entscheidung dadurch, dass nur die Ziele und Interessen eines bestimmten Individuums oder eines kollektiven Subjekts (z. B. eines wirtschaftlichen Unternehmens oder eines Staates) berücksichtigt werden.

## Disziplinen
| Disziplin         | Gegenstandsbereich                                                                                               | Methode          |
| ----------------- | --- | ---------------- |
| Metaethik         | Sprache und Logik moralischer Diskurse, Methoden moralischer Argumentationen, Leistungskraft ethischer Theorien  | analytisch       |
| Normative Ethik   | Prinzipien und Kriterien der Moral, Maßstab moralisch richtigen Handelns, Prinzipien eines für alle guten Lebens | abstrakt wertend |
| Angewandte Ethik  | gültige Normen, Werte, Handlungsempfehlungen des jeweiligen Bereichs                                             | konkret wertend  |
| Deskriptive Ethik | tatsächlich befolgte Handlungspräferenzen, empirisch vorfindliche Normen- und Wertesysteme                       | beschreibend     |

### Metaethik
Metaethik stellt die Grundlage der anderen Disziplinen dar und beschäftigt sich mit ihren allgemeingültigen Kriterien und Methoden. Sie analysiert die allgemeinen logischen, semantischen und pragmatischen Strukturen moralischen und ethischen Sprechens und sich v. a. mit der Bedeutung ethischer und verwandter Begriffe, der Verwendung ethischer Begriffe in moralischen Sätzen und der Frage nach der Begründbarkeit von Werturteilen beschäftigt. Seit Beginn des 20. Jahrhunderts wird sie als eigenständige Disziplin betrachtet.

### Normative Ethik
Normative Ethik erarbeitet und untersucht allgemeingültige Normen und Werte sowie deren Begründung. Sie ist der Kern der allgemeinen Ethik. Als Reflexionstheorie der Moral wertet und urteilt sie über das Gute und Richtige.

### Angewandte Ethik
Angewandte Ethik baut auf der normativen Ethik auf. Sie äußert sich als Individual- und Sozialethik sowie in den Bereichsethiken zu spezifischen Lebensbereichen, beispielsweise Medizinethik oder Wirtschaftsethik. Ethikkommissionen, -räte und -institute erarbeiten Normen oder Handlungsempfehlungen für bestimmte Bereiche.

### Deskriptive Ethik
Häufig nicht zum klassischen Kanon der Ethik gerechnet wird die deskriptive Ethik, die sich versteht als empirische Untersuchung, Beschreibung und ursächlichen Erklärung von Normensystem innerhalb einer Gesellschaft, und dabei keine moralischen Urteile fällt.

## Begründungen normativer Sätze

### Gründe für und gegen Moral
Die Frage, ob man überhaupt moralisch sein soll, wird in Platons Politeia im ersten Kapitel aufgeworfen. In der Moderne wurde der Diskurs um die Frage von Bradley und Prichard eingeleitet.
Metaethische Kognitivisten behaupten, erkennen zu können, wie man moralisch handeln solle. Somit stellt sich ihnen die Frage, ob man das überhaupt tun soll nicht mehr, da sie auch gleich mit erkennen, dass man dies tun soll.
Metaethische Nonkognitivisten hingegen müssen die Frage, ob man moralisch handeln soll, klären.
Die Diskussion wird in der Philosophie zumeist anhand der Frage „Warum soll man moralisch sein?“ geführt. Das Sollen innerhalb der Frage ist dabei kein moralisches Sollen, sondern verweist auf eine Akzeptanz besserer Gründe, z. B. anhand der Theorie der rationalen Entscheidung. Die Antwort auf die Frage hängt also ab vom jeweiligen Verständnis von Vernunft.
Die Frage, ob man moralisch sein soll oder nicht, wird beantwortet mit:
- „Ja“ von allen, die Gründe für Moral anführen,[7]
- „Nein“ von den Amoralisten,
- „Das muss jeder für sich selbst entscheiden“ von Dezisionisten.

Die Situation des Menschen, der sich zwischen diesen Antworten entscheiden muss, hat ihre klassische Gestaltung in der so genannten Prodikos-Fabel von Herakles am Scheideweg gefunden, die auch von vielen christlichen Autoren rezipiert wurde.

### Absolute Begründung der Moral
Eine bekannte absolute Moralbegründung ist die der Letztbegründung von Karl-Otto Apel. Angenommen jemand lehnt es ab, über Zwecke zu reden, dann sei diese Ablehnung bereits ein Reden über Zwecke. Insofern ist dies ein so genannter performativer Selbstwiderspruch.
Moralbegründung aus Sicht der Systemtheorie verzichtet darauf, zu begründen, warum Individuen moralisch handeln sollen. Stattdessen wird dargelegt, warum Moral als Regulierungsfunktion des Kommunikationssystems unentbehrlich ist (s. a. AGIL-Schema).

### Relative Begründungen der Moral
Viele Philosophen behaupten, dass man zwar nicht beweisen kann, dass Amoralismus logisch widersprüchlich ist, dass aber im wirklichen Leben Amoralisten viele Nachteile haben, so dass moralisches Verhalten größere Rentabilität im Sinne der Theorie der rationalen Entscheidung besitzt. Ethik wird mit dieser Form von Moralbegründung zu einer Spezialform von Zweckrationalität. Einer der wichtigsten Vertreter dieser Argumentationslinie ist David Gauthier.
Viele Philosophen dieser Richtung berufen sich auf den Grundsatz quid pro quo oder auf Tit for Tat-Strategien.
Andere meinen, Amoralisten seien auf Einsamkeit festgelegt, da man ihnen nicht vertrauen könne und auch sie niemandem vertrauen könnten. Daher könnten sie eines der wichtigsten Lebensgüter, soziale Gemeinschaft und Anerkennung, nie erreichen.
Nach R. M. Hare können Amoralisten keine moralischen Begriffe gebrauchen und daher nicht von ihren Mitmenschen fordern, sie fair zu behandeln. Die Möglichkeit entsprechender Lügen sah Hare nicht. Hare behauptete zudem, der Aufwand, den Amoralisten treiben müssten, um ihre Überzeugung zu verschleiern, wäre so groß, dass sie sozial immer im Nachteil seien.
Amoralisten kritisieren verschiedene Moralbegründungen, indem sie darauf verweisen, dass es in vielen Teilen der Welt relativ stabile Verhältnisse gibt, die üblichen moralischen Vorstellungen widersprechen, z. B. völkerrechtswidrige Kriege um Ressourcen, Sklaverei oder erfolgreiche Mafia-Organisationen. Siehe ethischer Relativismus.

### Dezisionismus
Dezision (von latein. decidere: entscheiden, fallen, abschneiden) bedeutet so viel wie Entscheidung.
Der Begriff des Dezisionismus wird oft in pejorativer Bedeutung gebraucht von Metaethischen Kognitivisten gegenüber Philosophen, die nur relative Begründungen der Moral anerkennen, z. B. Hare oder Popper und Hans Albert.
Dezisionisten sehen keine Alternative zu Prinzipienentscheidungen, die aus logischen oder pragmatischen Gründen ihrerseits nicht mehr weiter begründet werden können. So behauptete z. B. Henry Sidgwick, der Mensch müsse sich zwischen Utilitarismus und Egoismus entscheiden.
Dem Dezisionismus wird von seinen Kritikern ähnlich wie dem metaethischen Nonkognitivismus entgegengehalten, dass auch Entscheidungen wiederum einer Bewertung unterzogen werden könnten: Man entscheide sich nicht für bestimmte ethische Prinzipien, sondern diese würden umgekehrt die Grundlage von Entscheidungen darstellen.
Außerdem argumentieren Vertreter des Naturrechts dafür, dass sich die Objektivität der Ethik (also das Sollen) auf die Natur bzw. das Wesen des Seienden und letztlich auf das Sein selbst (z. B. Gott) zurückführen ließen.

## Ethische Grundbegriffe

Ethische Grundbegriffe in ihrem Zusammenhang

### Moralische Handlungen
Im Mittelpunkt deontologischer Ethiken steht der Begriff der Handlung. Sie wird in erster Annäherung definiert als „eine von einer Person verursachte Veränderung des Zustands der Welt“. Die Veränderung kann eine äußere, in Raum und Zeit beobachtbare oder eine innere, mentale Veränderung sein. Auch die Art und Weise, wie man von außen einwirkenden Ereignissen begegnet, kann im weiteren Sinne als Handlung bezeichnet werden.

#### Absicht und Freiwilligkeit
Handlungen unterscheiden sich von Ereignissen dadurch, dass wir als ihre Ursache nicht auf ein weiteres Ereignis verweisen, sondern auf die Absicht des Handelnden. Die Absicht (lateinisch intentio; nicht zu verwechseln mit dem juristischen Absichtsbegriff, dem dolus directus 1. Grades) ist ein von der Handlung selbst zu unterscheidender Akt. Geplanten Handlungen liegt eine zeitlich vorausgehende Absicht zugrunde. Wir führen die Handlung so aus, wie wir sie uns vorher schon vorgenommen hatten. Der Begriff der Absicht ist von dem der Freiwilligkeit zu unterscheiden. Die Freiwilligkeit ist eine Eigenschaft, die zur Handlung selbst gehört. Der Begriff der Freiwilligkeit ist weiter als der der Absicht; er umfasst auch die spontanen Handlungen, bei denen nicht mehr von einer Absicht im engeren Sinne gesprochen werden kann.

#### Wissen und Willen
Eine Handlung ist dann freiwillig, wenn sie mit Wissen und Willen durchgeführt wird.
Die Unwissenheit kann dabei allerdings nur dann die Freiwilligkeit einer Handlung aufheben, wenn die handelnde Person sich nach besten Kräften vorher informiert hat, und sie mit dem ihr fehlenden Wissen anders gehandelt hätte. War dem Handelnden eine Kenntnis der Norm oder der Folgen zuzumuten, ist er für ihre Übertretung verantwortlich (ignorantia crassa oder supina). Noch weniger entschuldigt jene Unkenntnis, die absichtlich zum Vermeiden eines Konflikts mit der Norm herbeigeführt wurde (ignorantia affectata), wenn also z. B. bewusst vermieden wird, sich über ein Gesetz zu informieren, um sagen zu können, man hätte von einem bestimmten Verbot nicht gewusst. Das Sprichwort sagt zu Recht: „Unwissenheit schützt vor Strafe nicht“. Auch im deutschen Strafrecht wird diesem Sachverhalt Rechnung getragen. So heißt es z. B. in § 17 StGB:

„Fehlt dem Täter bei Begehung der Tat die Einsicht, Unrecht zu tun, so handelt er ohne Schuld, wenn er diesen Irrtum nicht vermeiden konnte. Konnte der Täter den Irrtum vermeiden, so kann die Strafe nach § 49 Abs. 1 gemildert werden.“

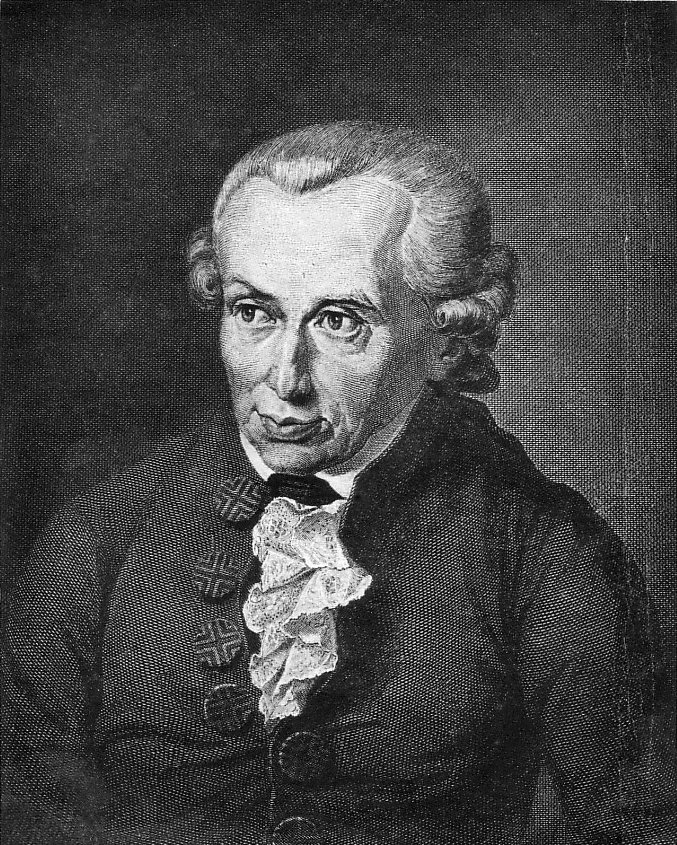
Kant versuchte eine rein formale Begründung der Ethik

Für die sittliche Bewertung einer Handlung ist außerdem das effektive Wollen wesentlich, die Absicht ihrer Verwirklichung. Das setzt voraus, dass zumindest der Handelnde der Auffassung war, dass ihm eine Verwirklichung seiner Absicht möglich sei, d. h., dass das Ergebnis von seinem Handeln kausal herbeigeführt werden könne. Unterliegt der Handelnde einem äußeren Zwang, hebt dieser die Freiwilligkeit der Handlung im Allgemeinen auf.

#### Handlungsprinzipien
Absichten finden ihren Ausdruck in praktischen Grundsätzen. Diese können zunächst einmal in inhaltliche und formale Grundsätze unterschieden werden. Inhaltliche Grundsätze legen konkrete inhaltliche Güter (Leben, Gesundheit, Besitz, Vergnügen, Umwelt etc.) als Bewertungskriterium für das Handeln zugrunde. Sie sind teilweise subjektiv und haben unter Umständen einen dezisionistischen Charakter. In diesen Fällen können sie ihre eigene Vorrangstellung nicht gegenüber anderen, konkurrierenden inhaltlichen Grundsätzen begründen.
Formale Grundsätze verzichten auf einen Bezug zu konkreten inhaltlichen Gütern. Das bekannteste Beispiel ist der Kategorische Imperativ Kants.
Es lassen sich grundsätzlich drei Ebenen der praktischen Sätze voneinander unterscheiden:
1. ein oberstes Prinzip praktischer Überlegungen (wie z. B. der Kategorische Imperativ)
2. praktische Grundsätze, die sich aus dem obersten Prinzip ableiten (wie z. B. die zehn Gebote)
3. Sätze, die Entscheidungen formulieren, indem sie Maximen auf konkrete Lebenssituationen anwenden

Die Ethik ist häufig nur in der Lage, Aussagen zu den ersten beiden Ebenen zu machen. Die Übertragung von praktischen Grundsätzen auf eine konkrete Situation, erfordert das Vermögen der praktischen Urteilskraft. Nur mit seiner Hilfe können eventuell auftretende Zielkonflikte gelöst und die voraussichtlichen Folgen von Entscheidungen abgeschätzt werden.

#### Handlungsfolgen

Komponenten einer Handlung

Wesentlich für die ethische Bewertung von Handlungen sind die mit ihnen verbundenen Folgen. Diese werden unterschieden in motivierende und in Kauf genommene Folgen. Motivierende Folgen sind solche, um derentwillen eine Handlung ausgeführt wird. Sie werden vom Handelnden unmittelbar angezielt („Voluntarium in se“).
In Kauf genommene Folgen („Voluntarium in causa“) werden zwar nicht unmittelbar angezielt, aber als Nebenwirkung der motivierenden Folgen vorausgesehen und bewusst zugelassen (Prinzip der Doppelwirkung). So unterliegt beispielsweise bewusste Fahrlässigkeit als bedingter Vorsatz (dolus eventualis) der ethischen und rechtlichen Verantwortung: Volltrunkenheit entschuldigt nicht bei einem Verkehrsunfall.

#### Tun und Unterlassen
Bereits Thomas von Aquin unterscheidet eine zweifache Kausalität des Willens: die „direkte“ Einwirkung des Willens, in der durch den Willensakt ein bestimmtes Ereignis hervorgerufen wird, und die „indirekte“, in der ein Ereignis dadurch eintritt, dass der Wille untätig bleibt. Tun und Unterlassen unterscheiden sich hierbei nicht hinsichtlich ihrer Freiwilligkeit. Beim Unterlassen verzichtet jemand auf das Eingreifen in einen Prozess, obwohl er die Möglichkeit dazu hätte. Auch das Unterlassen kann daher als Handlung aufgefasst werden und strafbar sein.
Die strikte Unterscheidung zwischen diesen beiden Handlungsformen, die z. B. in der medizinischen Ethik eine große Rolle spielt (vgl. aktive und passive Sterbehilfe etc.), erscheint daher vom ethischen Standpunkt aus gesehen als teilweise fragwürdig.

### Das Ziel menschlichen Handelns
Im Mittelpunkt teleologischer Ethiken steht die Frage, was ich mit meiner Handlung letztlich bezwecke, welches Ziel ich mit ihr verfolge. Der Begriff „Ziel“ (finis, telos;) ist hier insbesondere als „letztes Ziel“ oder „Endziel“ zu verstehen, von dem all mein Handeln bestimmt wird.

#### Glück als letztes Ziel

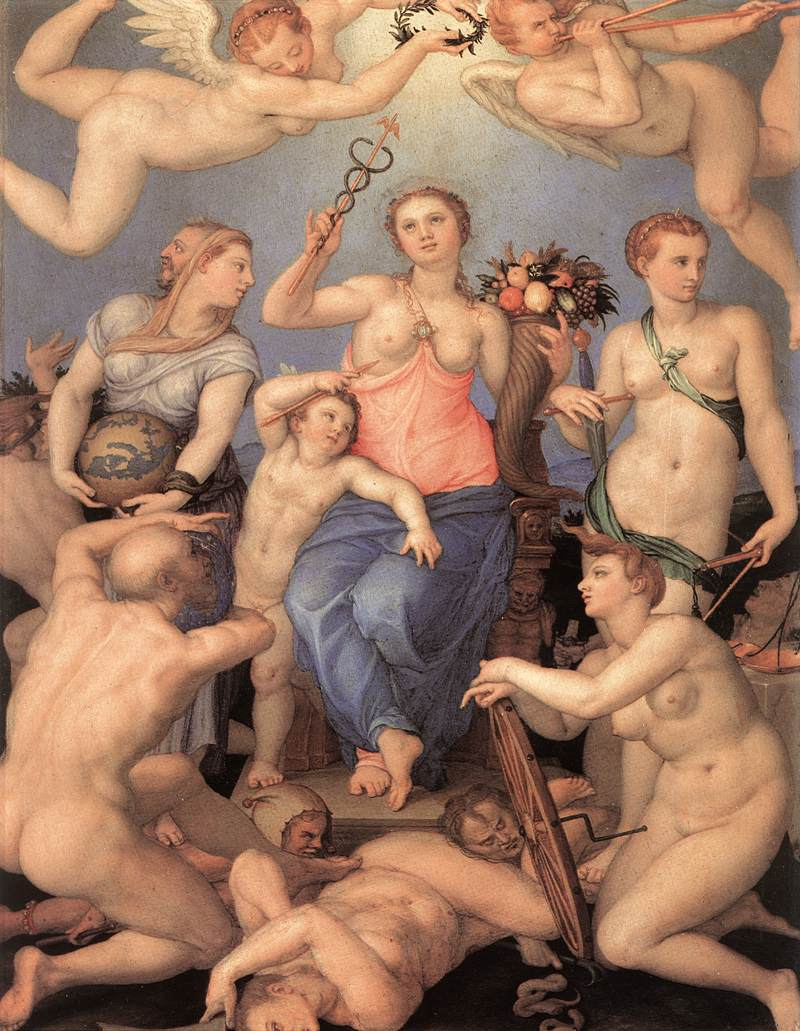
Das Glück als letztes Ziel des menschlichen Lebens – Allegorie von Angelo Bronzino

In der Tradition wird als letztes Ziel des Menschen häufig das Glück oder die Glückseligkeit (beatitudo) genannt. Der Ausdruck „Glück“ wird dabei in einem mehrdeutigen Sinne gebraucht:
- zur Bezeichnung eines gelungenen und guten Lebens, dem nichts Wesentliches fehlt („Lebensglück“, eudaimonia)
- zur Bezeichnung günstiger Lebensumstände („Zufallsglück“, eutychia)
- zur Bezeichnung des subjektiven Wohlbefindens (Glück als Lust, hedone)

Philosophiegeschichtlich konkurrieren die Bestimmungen von Glück als „Lebensglück“ und als subjektives Wohlbefinden miteinander. Für die Eudämonisten (Platon, Aristoteles) ist Glück die Folge der Verwirklichung einer Norm, die als Telos im Wesen des Menschen angelegt ist. Glücklich ist dieser Konzeption zufolge vor allem, wer auf vernünftige Weise tätig ist.
Für die Hedonisten (Sophisten, klassische Utilitaristen) gibt es kein zu verwirklichendes Telos des Menschen mehr; es steht keine objektive Norm zur Verfügung, um zu entscheiden, ob jemand glücklich ist. Dies führt zu einer Subjektivierung des Glücksbegriffs. Es obliege allein dem jeweiligen Individuum, zu bewerten, ob es glücklich ist. Glück wird zum Teil auch mit dem Erreichen von Gütern wie Macht, Reichtum, Ruhm etc. gleichgesetzt.

#### Sinn und Ziel
Das Wort „Sinn“ bezeichnet grundsätzlich die Qualität von etwas, das dieses verstehbar macht. Wir verstehen etwas dadurch, indem wir erkennen, worauf es „hingeordnet“ ist, wozu es dient. Die Frage nach dem Sinn steht also in einem engen Zusammenhang mit der Frage nach dem Ziel oder Zweck von etwas. Auch der Sinn einer Handlung oder gar des ganzen Lebens kann nur beantwortet werden, wenn die Frage nach seinem Ziel geklärt ist. Eine menschliche Handlung bzw. ein gesamtes Leben ist dann sinnvoll, wenn es auf dieses Ziel hin ausgerichtet ist.

### Das Gute

#### Der Begriff „gut“
„Gut“ gehört wie der Begriff „seiend“ zu den ersten und daher nicht mehr definierbaren Begriffen. Es wird zwischen einem adjektivischen und einem substantivischen Gebrauch unterschieden.
Als Adjektiv bezeichnet das Wort „gut“ generell die Hinordnung eines „Gegenstandes“ auf eine bestimmte Funktion oder einen bestimmten Zweck. So spricht man z. B. von einem „guten Messer“, wenn es seine im Prädikator „Messer“ ausgedrückte Funktion erfüllen – also z. B. gut schneiden kann. Analog spricht man von einem „guten Arzt“, wenn er in der Lage ist, seine Patienten zu heilen und Krankheiten zu bekämpfen. Ein „guter Mensch“ ist demnach jemand, der in seinem Leben auf das hin ausgerichtet ist, was das Menschsein ausmacht, also dem menschlichen Wesen bzw. seiner Natur entspricht.
Als Substantiv bezeichnet das Wort „das Gut“ etwas, auf das hin wir unser Handeln ausrichten. Wir gebrauchen es normalerweise in dieser Weise, um „eine unter bestimmten Bedingungen vollzogene Wahl als richtig oder gerechtfertigt zu beurteilen“. So kann beispielsweise eine Aussage wie „Die Gesundheit ist ein Gut“ als Rechtfertigung für die Wahl einer bestimmten Lebens- und Ernährungsweise dienen. In der philosophischen Tradition war man der Auffassung, dass prinzipiell jedes Seiende – unter einer gewissen Rücksicht – Ziel des Strebens sein könne („omne ens est bonum“). Daher wurde die „Gutheit“ des Seienden zu den Transzendentalien gerechnet.
Gemäß der Analyse von Richard Mervyn Hare werden wertende Wörter wie „gut“ oder „schlecht“ dazu verwendet, in Entscheidungssituationen Handeln anzuleiten bzw. Empfehlungen zu geben. Die Wörter „gut“ oder „schlecht“ haben demnach keine beschreibende (deskriptive), sondern eine vorschreibende (präskriptive) Funktion.
Dies kann an einer außermoralischen Verwendung des Wortes „gut“ verdeutlicht werden. Wenn ein Verkäufer zum Kunden sagt: „Dies ist ein guter Wein“, dann empfiehlt er den Kauf dieses Weines, er beschreibt damit jedoch keine wahrnehmbare Eigenschaft des Weines. Insofern es jedoch sozial verbreitete Bewertungsstandards für Weine gibt (er darf nicht nach Essig schmecken, man darf davon keine Kopfschmerzen bekommen etc.), so bedeutet die Bewertung des Weines als „gut“, dass der Wein diese Standards erfüllt und dass er somit auch bestimmte empirische Eigenschaften besitzt.
Die Bewertungskriterien, die an eine Sache angelegt werden, können je nach dem Verwendungszweck variieren. Ein herber Wein mag als Tafelwein gut, für sich selbst getrunken dagegen eher schlecht sein. Der Verwendungszweck einer Sache ist keine feststehende Eigenschaft der Sache selbst, sondern beruht auf menschlicher Setzung. Eine Sache ist „gut“ – immer bezogen auf bestimmte Kriterien. Wenn der Verkäufer sagt: „Dies ist ein sehr guter Tafelwein“ dann ist er so, wie er gemäß den üblichen Kriterien für Tafelwein sein soll.
Wenn das Wort „gut“ in moralischen Zusammenhängen gebraucht wird („Dies war eine gute Tat“), so empfiehlt man die Tat und drückt aus, dass sie so war, wie sie sein soll. Man beschreibt damit jedoch nicht die Tat. Wird auf allgemein anerkannte moralische Kriterien Bezug genommen, drückt man damit zugleich aus, dass die Tat bestimmte empirische Eigenschaften besitzt, z. B. eine Zurückstellung des Eigeninteresses zugunsten überwiegender Interessen von Mitmenschen.

#### Das höchste Gut
Als das höchste Gut (summum bonum) wird das bezeichnet, was nicht nur unter einer bestimmten Rücksicht (für den Menschen) gut ist, sondern schlechthin, da es dem Menschen als Menschen ohne Einschränkung entspricht. Es ist identisch mit dem „unbedingt Gesollten“. Seine inhaltliche Bestimmung hängt ab von der jeweiligen Sicht der Natur des Menschen. In der Tradition wurden dabei die unterschiedlichsten Lösungsvorschläge präsentiert:
- das Glück (Eudämonismus)
- die Lust (Hedonismus)
- Wohlbefinden – etwa Glücklichsein und Leidvermeidung (Utilitarismus)[13][14][15]
- Macht (Machiavelli)
- Einheit mit Gott bzw. Gott selbst (christliche Philosophie)
- Erwachen (bodhi) zu Weisheit und Mitgefühl (Buddhismus)
- Bedürfnisbefriedigung (Hobbes)
- Einheit von Tugend und Glück (Kant)
- Freiheit (Sartre)

### Werte
Der Begriff „Wert“ stammte ursprünglich aus der Politischen Ökonomie, in der Adam Smith, David Ricardo und später Karl Marx unter anderem die Unterscheidung von Gebrauchs- und Tauschwert untersuchten. Erst in der zweiten Hälfte des 19. Jahrhunderts wurde „Wert“ ein philosophischer Terminus, der im Rahmen der Wertphilosophie (Max Scheler u. a.) eine zentrale Bedeutung einnahm. Dort führte man ihn als Gegenbegriff zur Kantischen Pflichtethik ein, in der Annahme, dass Werten vor allen Vernunftüberlegungen eine „objektive Gültigkeit“ zukommen würde.
In der Alltagssprache taucht der Begriff auch in jüngster Zeit wieder verstärkt auf, gerade wenn von „Grundwerten“, einem „Wertewandel“ oder einer „neuen Wertedebatte“ die Rede ist.
Der Wertbegriff weist große Ähnlichkeiten mit dem Begriff des Guten auf. Er wird wie dieser grundsätzlich in einer subjektiven und einer objektiven Variante gebraucht:
- als „objektiver Wert“ bezeichnet er den „Wert“ von bestimmten Gütern für den Menschen – wie z. B. den Wert des menschlichen Lebens, der Gesundheit etc. Dies entspricht der Bedeutung von „bonum physicum“ („physisches Gut“).
- als „subjektive Werthaltung“ bezeichnet er das, was mir wertvoll ist, meine „Wertvorstellungen“ – wie Treue, Gerechtigkeit etc. Dies entspricht der Bedeutung von „bonum morale“ („sittliches Gut“).

Im Vergleich zum Begriff des Guten kommt dem Wertbegriff allerdings eine stärkere gesellschaftliche Bedingtheit zu. So spricht man von einem „Wertewandel“, wenn man ausdrücken will, dass sich bestimmte, in einer Gesellschaft allgemein akzeptierte Handlungsnormen im Verlauf der Geschichte verändert haben. Damit meint man aber in der Regel nicht, dass das, was früher für gut gehalten wurde, nun „tatsächlich“ nicht mehr gut sei, sondern nur, dass sich das allgemeine Urteil darüber geändert habe.

### Tugend

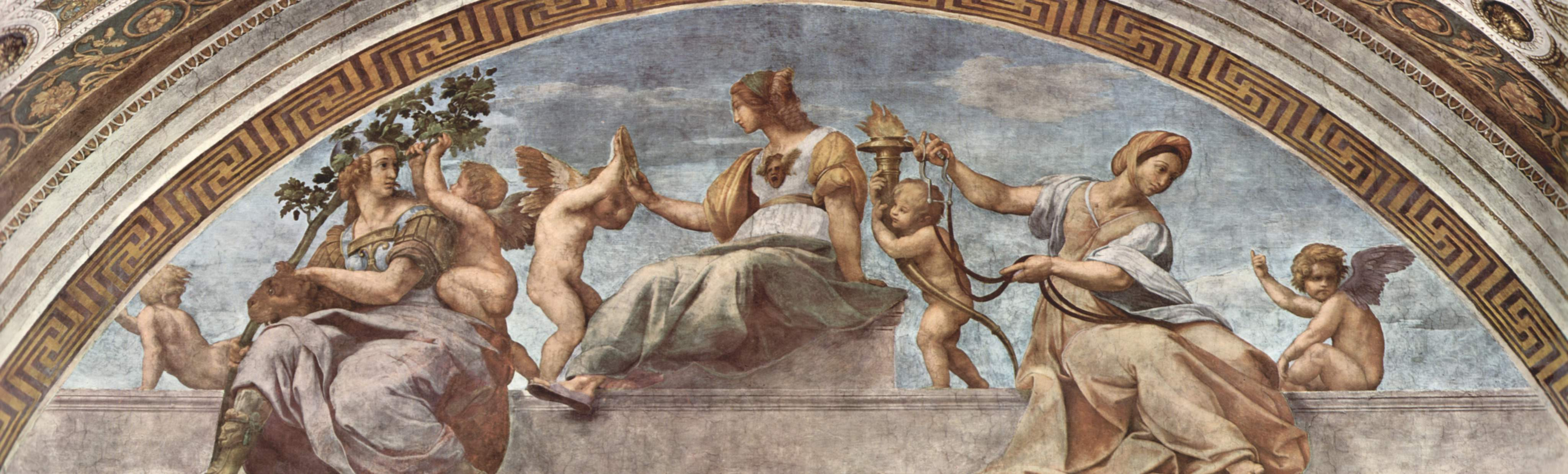
Allegorie der Tugend von Raffael in der Stanza della Segnatura des Vatikan

Die richtige Abwägung ethischer Güter und ihre Durchsetzung setzt Tugend voraus.
In ihrer klassischen Definition formuliert sie Aristoteles als jene feste Grundhaltung, von der aus [der Handelnde] tüchtig wird und die ihm eigentümliche Leistung in vollkommener Weise zustande bringt (NE 1106a).
Die Leistung der ethischen Tugenden besteht vor allem darin, im Menschen eine Einheit von sinnlichem Strebevermögen und sittlicher Erkenntnis zu bewirken. Ein Mensch gilt erst dann als „gut“, wenn er zur inneren Einheit mit sich selbst gekommen ist und das als richtig Erkannte auch affektiv voll bejaht. Dies ist nach Aristoteles nur durch eine Integration der Gefühle durch die ethischen Tugenden möglich. Ungeordnete Gefühle verfälschen das sittliche Urteil. Das Ziel der Einheit von Vernunft und Gefühl führt über eine bloße Ethik der richtigen Entscheidung hinaus. Es kommt nicht nur darauf an, was wir tun, sondern auch wer wir sind.
Tugend setzt neben Erkenntnis eine Gewöhnung voraus, die durch Erziehung und soziale Praxis erreicht wird. Wir werden gerecht, mutig etc., indem wir uns in Situationen begeben, wo wir uns entsprechend verhalten können. Die wichtigste Rolle kommt dabei der Tugend der Klugheit (phronesis) zu. Ihr obliegt es, die rechte „Mitte“ zwischen den Extremen zu finden und sich für die optimale Lösung in der konkreten Situation zu entscheiden.

### Sollen
Der Begriff „sollen“ ist ein Grundbegriff deontologischer Ethikansätze. Er bezieht sich – als Imperativ – auf eine Handlung, mit der ein bestimmtes Ziel erreicht werden soll. Dabei müssen folgende Bedingungen erfüllt sein:
- das vorgegebene Ziel kann verfehlt werden
- das vorgegebene Ziel steht nicht in Konkurrenz zu anderen, übergeordneten Zielen
- das vorgegebene Ziel kann prinzipiell erreicht werden („Jedes Sollen impliziert ein Können“)

Sprachanalytisch lässt sich das Sollen mit Hilfe der sogenannten deontischen Prädikatoren erklären. Diese beziehen sich auf die sittliche Verbindlichkeit von Handlungen. Folgende Varianten sind dabei zu unterscheiden:
- moralisch möglich,
- moralisch notwendig,
- moralisch unmöglich.

Moralisch mögliche Handlungen sind sittlich erlaubt, d. h. man darf so handeln. Moralisch notwendige Handlungen sind sittlich geboten. Hier spricht man davon, dass wir etwas tun sollen bzw. die Pflicht haben, etwas zu tun. Moralisch unmögliche Handlungen sind sittlich verbotene Handlungen, die wir nicht ausführen dürfen; siehe auch Sünde.
Das Verhältnis zum Guten
Die Begriffe „gut“ und „gesollt“ sind zwar eng miteinander verwandt aber nicht deckungsgleich.
So können wir in Situationen stehen, in denen wir nur zwischen schlechten Alternativen wählen können. Hier ist es gesollt, dass wir uns für das „geringere Übel“ entscheiden. Umgekehrt ist nicht alles Gute auch gesollt. Das kann z. B. der Fall sein, wenn das Erreichen eines Gutes ein anderes Gut ausschließt. Hier muss eine Güterabwägung erfolgen, die zum Verzicht eines Gutes führt.

### Gerechtigkeit

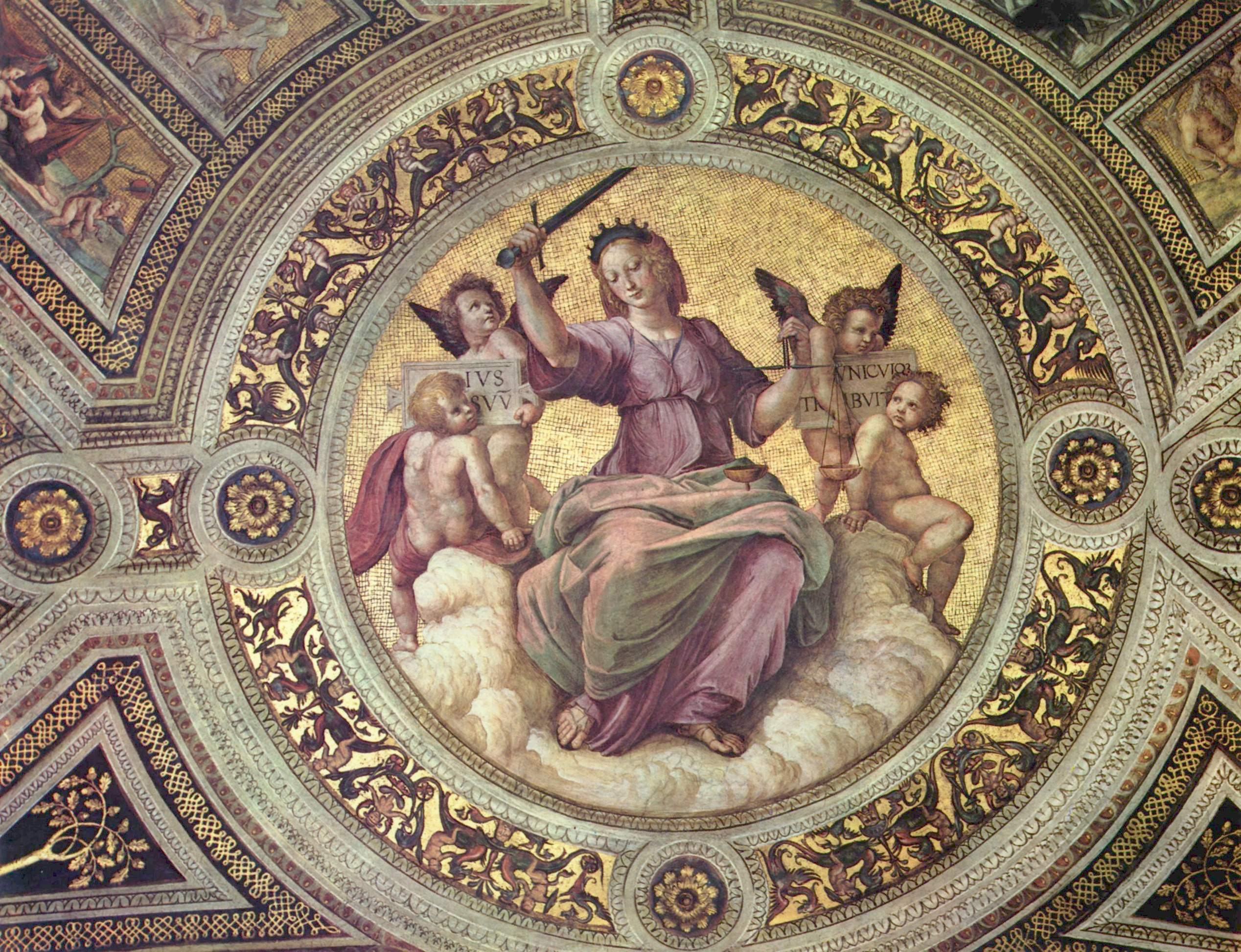
Darstellung der Justitia von Raffael

Der Begriff der Gerechtigkeit ist seit der intensiven Diskussion um die „Theorie der Gerechtigkeit“ von John Rawls und vor allem seit der aktuellen politischen Debatte um die Aufgaben des Sozialstaates (Betonung der Chancen- und Leistungsgerechtigkeit gegenüber der Verteilungsgerechtigkeit) wieder stark ins Blickfeld geraten.
„Gerecht“ wird – wie der Begriff „gut“ – in vielerlei Bedeutungen gebraucht. Es werden Handlungen, Haltungen, Personen, Verhältnisse, politische Institutionen und zuweilen auch Affekte (der „gerechte Zorn“) als gerecht bezeichnet. Grundsätzlich kann zwischen einem „subjektiven“ und einem „objektiven“ Gebrauch unterschieden werden, wobei beide Varianten aufeinander bezogen sind.
Die subjektive oder besser personale Gerechtigkeit bezieht sich auf das Verhalten oder die ethische Grundhaltung einer Einzelperson. Eine Person kann gerecht handeln ohne gerecht zu sein und umgekehrt. Damit im Zusammenhang steht die kantische Unterscheidung zwischen Legalität und Moralität. Legale Handlungen befinden sind nach außen hin betrachtet in Übereinstimmung mit dem Sittengesetz, geschehen aber nicht ausschließlich aufgrund moralischer Beweggründe, sondern z. B. auch aus Angst, Opportunismus etc. Bei moralischen Handlungen dagegen stimmen Handlung und Motiv miteinander überein. In diesem Sinne wird Gerechtigkeit als eine der vier Kardinaltugenden bezeichnet.
Die objektive oder institutionelle Gerechtigkeit bezieht sich auf die Bereiche Recht und Staat.
Hier geht es immer um Pflichten innerhalb einer Gemeinschaft, die das Gleichheitsprinzip berühren. Es ist grundsätzlich zu unterscheiden zwischen der ausgleichenden Gerechtigkeit (iustitita commutativa) und Verteilungsgerechtigkeit (iustitita distributiva). Bei der ausgleichenden Gerechtigkeit tritt der Wert einer Ware oder Leistung in den Vordergrund. Bei der Verteilungsgerechtigkeit geht es um den Wert der beteiligten Personen.
Die Gerechtigkeit der Einzelpersonen und der Institutionen sind in einem engen Zusammenhang zueinander zu sehen. Ohne gerechte Bürger werden keine gerechten Institutionen geschaffen oder aufrechterhalten werden können. Ungerechte Institutionen erschweren andererseits die Entfaltung der Individualtugend der Gerechtigkeit.
Das Anliegen der Ethik beschränkt sich nicht auf das Thema „Gerechtigkeit“. Zu den Tugenden gehören noch diejenigen, die man vor allem sich selbst gegenüber hat (Klugheit, Mäßigung, Tapferkeit). Zu den ethischen Pflichten gegenüber anderen zählt noch die Pflicht des Wohltuns (beneficientia), die über die Gerechtigkeit hinausgeht und ihre Wurzel letztlich in der Liebe hat. Während der Gerechtigkeit das Gleichheitsprinzip zugrunde liegt, ist dies beim Wohltun die Notlage oder Bedürftigkeit des anderen. Diese Unterscheidung entspricht der zwischen „iustitia“ und „caritas“ (Thomas von Aquin), Rechts- und Tugendpflichten (Kant) bzw. in der Gegenwart der zwischen „duties of justice“ und „duties of charity“ (Philippa Foot).

## Ethische Theorien
Klassen ethischer oder moralphilosophischer Theorien lassen sich danach unterscheiden, welche Kriterien sie für die Bestimmung des moralisch Guten zugrunde legen. Das moralisch Gute kann bestimmt werden durch:
- die Folgen (Teleologische Ethiken, Konsequentialismus);
- die Verhaltensdispositionen, Charaktereigenschaften und „Tugenden“ (Tugendethiken);
- die Absichten des Handelnden (Gesinnungsethiken);
- objektive moralische Tatsachen, etwa objektive moralische Güter oder Handlungsbewertungen betreffend (Deontologische Ethiken);
- die Optimierung
  - die Interessen der Betroffenen (Präferenz-Utilitaristische Ethiken),
  - das Glück (Eudämonie)
  - oder die Wohlfahrt.

Dabei werden unterschiedlichste Kombinationen und feinere moraltheoretische Bestimmungen vertreten.

### Teleologische oder deontologische Ethik
Die verschiedenen Ethikansätze werden traditionell prinzipiell danach unterschieden, ob sie ihren Schwerpunkt auf die Handlung selbst (deontologische Ethikansätze) oder auf die Handlungsfolgen (teleologische Ethikansätze) legen. Die Unterscheidung geht zurück auf C. D. Broad
und wurde bekannt durch William K. Frankena. In dieselbe Richtung geht auch die Aufteilung Max Webers in Gesinnungs- und Verantwortungsethiken, wobei diese von ihm als Polemik gegenüber Gesinnungsethiken verstanden wurde.

#### Teleologische Ethiken
Das griechische Wort „telos“ bedeutet so viel wie Vollendung, Erfüllung, Zweck oder Ziel. Unter teleologischen Ethiken versteht man daher solche Theorieansätze, die ihr Hauptaugenmerk auf bestimmte Zwecke oder Ziele richten. In ihnen wird die Forderung erhoben, Handlungen sollten ein Ziel anstreben, das in einem umfassenderen Verständnis gut ist. Der Inhalt dieses Zieles wird von den verschiedenen Richtungen auf recht unterschiedliche Art und Weise bestimmt.
Teleologische Ethiken geben valuativen Sätzen einen Vorrang gegenüber normativen Sätzen. Für sie stehen Güter und Werte im Vordergrund. Die menschlichen Handlungen sind insbesondere insofern von Interesse, als sie hinderlich oder förderlich zum Erreichen dieser Güter und Werte sein können. Eine Handlung ist dann auszuführen und nur dann, wenn sie oder die Regel, unter die sie fällt, ein größeres Überwiegen des Guten über das Schlechte herbeiführt, vermutlich herbeiführen wird oder herbeiführen sollte als jede erreichbare Alternative (Frankena).
Innerhalb teleologischer Ethikansätze wird wiederum zwischen „onto-teleologischen“ und „konsequentialistisch-teleologischen“ Ansätzen unterschieden.
In onto-teleologischen Ansätzen – klassisch vertreten durch Aristoteles – wird davon ausgegangen, dass das zu erstrebende Gut in gewisser Weise dem Menschen selbst als Teil seiner Natur innewohne. Es wird gefordert, dass der Mensch so handeln und leben solle, wie es seiner Wesensnatur entspricht, um so seine artspezifischen Anlagen auf bestmögliche Weise zu vervollkommnen.
In konsequentialistisch-teleologischen Ansätzen hingegen wird nicht mehr von einer letzten vorgegebenen Zweckhaftigkeit des menschlichen Daseins ausgegangen. Das zu erstrebende Ziel wird daher durch einen außerhalb des handelnden Subjekts liegenden Nutzen bestimmt. Dieser Ansatz wird bereits in der Antike (Epikur) und später in seiner typischen Form durch den Utilitarismus vertreten.

#### Deontologische Ethiken
Das griechische Wort to deon bedeutet „das Schickliche, die Pflicht“. Deontologische Ethiken kann man daher mit Sollensethiken gleichsetzen. Sie sind dadurch gekennzeichnet, dass bei ihnen den Handlungsfolgen nicht dieselbe Bedeutung zukommt wie in teleologischen Ethiken. Innerhalb der deontologischen Ethiken wird häufig zwischen aktdeontologischen (z. B. Jean-Paul Sartre) und regeldeontologischen Konzeptionen (z. B. Immanuel Kant) unterschieden. Während die Regeldeontologie allgemeine Handlungstypen als verboten, erlaubt oder geboten ausweist (vgl. z. B. das Lügenverbot oder die Pflicht, Versprechen zu halten), bezieht sich den aktdeontologischen Theorien zufolge das deontologische Moralurteil unmittelbar auf spezifische Handlungsweisen in jeweils bestimmten Handlungssituationen.
In deontologischen Ethiken haben normative Sätze eine Vorrangstellung gegenüber valuativen Sätzen. Für sie bilden Gebote, Verbote und Erlaubnisse die Grundbegriffe. Es rücken die menschlichen Handlungen in den Vordergrund, da nur sie gegen eine Norm verstoßen können. Robert Spaemann charakterisiert sie als moralische Konzepte, […] für welche bestimmte Handlungstypen ohne Beachtung der weiteren Umstände immer verwerflich sind, also z. B. die absichtliche direkte Tötung eines unschuldigen Menschen, die Folter oder der außereheliche Beischlaf eines verheirateten Menschen.

#### Kritik an der Unterscheidung
Die Unterscheidung zwischen teleologischen und deontologischen Ethiken wird von einigen Kritikern als fragwürdig bezeichnet. In der Praxis sind auch selten Ansätze zu finden, die eindeutig einer der beiden Richtungen zugeordnet werden könnten.
Einer strikten deontologischen Ethik müsste es gelingen, Handlungen aufzuzeigen, die „in sich“, völlig losgelöst von ihren Folgen, als unsittlich und „in sich schlecht“ zu bezeichnen wären. Diese wären dann „unter allen Umständen“ zu tun oder zu unterlassen gemäß dem Spruch Fiat iustitia et pereat mundus („Gerechtigkeit geschehe, und sollte die Welt darüber zugrunde gehen“, Ferdinand I. von Habsburg). Bekannte Beispiele solcher Handlungen sind die „Tötung Unschuldiger“ oder die nach Kant unzulässige Lüge. In den Augen der Kritiker liegt in diesen Fällen häufig eine „petitio principii“ vor. Wenn z. B. die Tötung Unschuldiger als Mord und dieser wiederum als unsittliche Handlung definiert wird, könne sie natürlich in jedem Fall als „in sich schlecht“ bezeichnet werden. Das Gleiche gelte für die Lüge, wenn sie als unerlaubtes Verfälschen der Wahrheit bezeichnet wird.
Gerade in der Analyse ethischer Dilemmasituationen, in denen nur die Wahl zwischen mehreren Übeln möglich ist, zeige sich, dass es kaum möglich sein dürfte, bestimmte Handlungen unter allen Umständen als „sittlich schlecht“ zu bezeichnen. Nach einer strikten deontologischen Ethik wäre die „Wahl des kleineren Übels“ nicht möglich.
An strikt teleologisch argumentierenden Ethikansätzen wird kritisiert, dass sie das ethisch Gesollte von außerethischen Zwecken abhängig machen. Damit bleibe die Frage unbeantwortet, weshalb wir diese Zwecke verfolgen sollen. Eine Güterabwägung werde damit unmöglich gemacht, da die Frage, was ein oder das bessere „Gut“ ist, nur geklärt werden könne, wenn vorher allgemeine Handlungsprinzipien definiert wurden. In vielen teleologischen Ansätzen würden diese Handlungsprinzipien auch einfach stillschweigend vorausgesetzt, wie z. B. im klassischen Utilitarismus, für den Lustgewinnung und Unlustvermeidung die Leitprinzipien jeglicher Folgenabschätzung darstellen.

### Wollen und Sollen in Ansätzen der Ethik
Ethische Positionen lassen sich auch danach unterscheiden, wie sich das Gesollte aus einem bestimmten Wollen ergibt.
| Ethische Position                                                                  | Vertreter                   | Maßstab des ethisch Gesollten ist … |
| ---------------------------------------------------------------------------------- | --------------------------- | --- |
| divine-command-Theoretiker                                                         |                             | … der Wille Gottes |
| Intuitionismus                                                                     | Ross, Audi                  | … das allen Menschen gemeinsame Empfinden und Wollen |
| Position der Verallgemeinerbarkeit, Kategorischer Imperativ                        | Kant, Singer                | … der Wille jedes Individuums selbst, wenn es annehmen muss, dass die von ihm gewählten Regeln für das eigene Handeln zugleich auch von allen anderen Individuen befolgt werden                                           |
| Position des allgemeinen Willens                                                   | Rousseau                    | … der Wille der Individuen selbst, wenn diese in einer Situation sozialer Gleichheit gemeinsam für alle geltende Gesetze beschließen                                                                                      |
| Konsenstheoretische Position, Diskurstheorie                                       | Habermas                    | … der Wille der Individuen selbst, wenn sie sich frei von jeglichem Zwang auf Regeln für den Umgang miteinander dauerhaft einigen müssen                                                                                  |
| Position des größten allgemeinen Nutzens bzw. typische Varianten des Utilitarismus | Bentham                     | … die Summe der gleichgewichtig informierten Willen der Individuen selbst |
| Vertragstheoretische Position                                                      | Buchanan, Scanlon, Gauthier | … der Wille der Individuen selbst, wenn sie sich vertraglich auf Regeln für den Umgang miteinander einigen müssten |
| Position des durch Unwissenheit gebrochenen Eigeninteresses                        | Rawls, Harsanyi             | … der Wille eines eigeninteressierten, rationalen Individuums, das eine soziale Ordnung entwirft, ohne dabei zu wissen, welche Position es in dieser Ordnung selbst einnehmen wird                                        |
| Position der vertauschten Rollen, Goldene Regel                                    | Hare                        | … der Wille jedes Individuum selbst, wenn es bei der Formulierung von Regeln für den Umgang miteinander annimmt, dass es sich selbst in der Position des jeweils betroffenen Anderen befindet                             |
| Position der Umkehrbarkeit                                                         | Rawls, Baier                | … der Wille jedes Individuums selbst, wenn es bei der Bestimmung von Regeln für den Umgang miteinander hypothetisch annimmt, dass es selbst sich in der Position des vergleichsweise am schlechtesten Gestellten befindet |
| Nihilismus, Moralkritik                                                            | Nietzsche, Heidegger        | … das philosophische Hinterfragen von Religion, Weltanschauung, Moral und Wertesystemen, sowie der tatsächlichen Bedeutung des Bestehenden – durch Kritik und Verneinung                                                  |
| Position der überindividuellen Wesenheiten (Rasse, Volk, Nation, Klasse)           |                             | … der Wille des maßgebenden Kollektivs |
| Rechtspositivismus                                                                 |                             | … der Wille des jeweiligen gesetzgebenden Souveräns |
| Vernunftrechtslehre                                                                |                             | … die Einsicht des Vernunftbegabten aufgrund vernünftiger Überlegung |
| Egoismus                                                                           | Max Stirner                 | … der Wille jedes Individuums selbst, wenn es informiert ist und einen langfristigen Zeithorizont berücksichtigt |

Die aufgelisteten Positionen liegen auf unterschiedlichen logischen Ebenen und schließen sich deshalb auch nicht logisch aus. So ist z. B. die Verbindung einer religiösen Position mit einer intuitionistischen Position möglich. Denkbar ist auch eine Verbindung der konsenstheoretischen Position mit einer utilitaristischen Position, wenn man annimmt, dass sich ein Konsens über die richtige Norm nur dann herstellen lässt, wenn dabei der Nutzen (das Wohl) jedes Individuums in gleicher Weise berücksichtigt wird.
Außerdem ist zu beachten: Einige dieser Ansätze haben ausdrücklich nicht den Anspruch, umfassende ethische Konzepte zu sein, sondern z. B. nur Konzepte für die Beurteilung, ob eine Gesellschaft in politisch-ökonomischer Hinsicht gerecht eingerichtet ist; z. B. bei John Rawls, im Unterschied zu umfassenderen Ansätzen, die auch Fragen privater, individueller Ethik betreffen – etwa, ob es eine moralische Pflicht gibt, zu lügen, wenn genau dies notwendig ist, um ein Menschenleben zu retten (und wenn ohne diese Lüge niemand sonst stattdessen gerettet würde). Auch z. B. Habermas beantwortet diese Frage nicht „inhaltlich“, aber sein Konzept beinhaltet den Bereich auch solcher Fragen, indem es „formal“ postuliert, richtig sei, was in dieser Frage alle, die an einem zwanglosen und zugleich vernünftigen Diskurs dazu teilnehmen würden, als verbindlich für alle dazu herausfinden und akzeptieren würden.

### Inhaltliche Richtigkeit und formale Verbindlichkeit von Normen
Wenn man fragt, warum Individuum A eine bestimmte Handlungsnorm N befolgen soll, so gibt es zwei Arten von Antworten.
Die eine Art von Antworten bezieht sich auf eine Institution oder ein Verfahren, wodurch die Norm gesetzt wurde. Beispiele hierfür sind:
A soll N befolgen, weil …
- … A dies versprochen hat,
- … der Verstorbene dies in seinem Testament so festgelegt hat,
- … das geltende Recht dies vorschreibt,
- … der Eigentümer es so will,
- … es mehrheitlich so beschlossen wurde etc.

Die andere Art von Antworten bezieht sich auf die inhaltliche Beschaffenheit der Norm. Beispiele für diese Art von Antworten sind:
A soll N befolgen, weil …
- … N gerecht ist,
- … N für alle das Beste ist,
- … die Befolgung von N zum größten Wohl aller führt,
- … N der Menschenwürde entspricht etc.

Offensichtlich liegen diese Begründungen auf zwei verschiedenen Ebenen, denn man kann ohne logischen Widerspruch sagen: „Ich halte den Beschluss der Parlamentsmehrheit zwar für inhaltlich falsch, aber dennoch ist er für mich verbindlich. Als Demokrat respektiere ich die Beschlüsse der Mehrheit.“
Man kann die ethischen Theorien nun danach unterscheiden, wie sie mit dem Spannungsverhältnis zwischen der Ebene der verfahrensmäßigen Setzung von verbindlichen Normen und der Ebene der argumentativen Bestimmung von richtigen Normen umgehen.
Auf der einen Seite stehen ganz außen die Dezisionisten. Für sie ist nur die verbindliche Setzung von Normen bedeutsam. Sie bestreiten, dass man in Bezug auf Normen überhaupt von inhaltlicher Richtigkeit und von einer Erkenntnis der richtigen Norm sprechen kann.
Das Hauptproblem der Dezisionisten ist, dass es für sie keine Berechtigung für einen Widerstand gegen die gesetzten Normen geben kann, denn „verbindlich ist verbindlich“. Außerdem können Dezisionisten nicht begründen, warum man das eine Normsetzungsverfahren irgendeinem anderen Verfahren vorziehen soll.
Auf der anderen Seite stehen ganz außen die ethischen Kognitivisten. Für sie ist das Problem ethischen Handelns allein ein Erkenntnisproblem, das man durch die Gewinnung relevanter Informationen und deren Auswertung nach geeigneten Kriterien lösen kann. Eine Legitimation von Normen durch Verfahren ist für sie nicht möglich.
Das Hauptproblem der Kognitivisten ist, dass es auch beim wissenschaftlichen Meinungsstreit oft nicht zu definitiven Erkenntnissen kommt, die als Grundlage der sozialen Koordination dienen könnten. Es werden deshalb zusätzlich verbindliche und sanktionierte Normen benötigt, die für jedes Individuum das Handeln der anderen berechenbar macht.

## Erkenntnistheoretische und metaphysische Probleme der Ethik

### Sein und Sollen
Teleologische Ethiken sind in der Regel Güter-Ethiken; sie bezeichnen bestimmte Güter (z. B. „Glück“ oder „Lust“) als für den Menschen gut und damit erstrebenswert.
Schon David Hume hat den Einwand erhoben, dass der Übergang von Seins- zu Sollensaussagen nicht legitim sei („Humes Gesetz“). Unter dem Stichwort „Naturalistischer Fehlschluss“ hat George Edward Moore damit eng verwandte Fragen aufgeworfen, die aber genau genommen nicht dieselben sind.
Hume kritisiert an den ihm bekannten Moralsystemen,

„… daß mir anstatt der üblichen Verbindungen von Worten mit ‚ist‘ und ‚ist nicht‘ kein Satz mehr begegnet, in dem nicht ein ‚sollte‘ oder ‚sollte nicht‘ sich fände. […] Dies sollte und sollte nicht drückt eine neue Beziehung oder Behauptung aus, muß also notwendigerweise betrachtet und erklärt werden. Gleichzeitig muß ein Grund angegeben werden für etwas, das sonst ganz unbegreiflich scheint, nämlich dafür, wie diese neue Beziehung zurückgeführt werden kann auf andere, die von ihr ganz verschieden sind.“

Für Hume sind logische Schlussfolgerungen von dem, was ist, auf das, was sein soll, unzulässig, denn durch logische Umformungen könne aus Ist-Sätzen kein völlig neues Bedeutungselement wie das Sollen hergeleitet werden.
Wie später die Positivisten betont haben, muss erkenntnistheoretisch zwischen Ist-Sätzen und Soll-Sätzen wegen ihres unterschiedlichen Verhältnisses zur Sinneswahrnehmung differenziert werden. Während der Satz „Peter ist um 14 Uhr am Bahnhof gewesen“ durch intersubjektiv übereinstimmende Beobachtungen überprüfbar, also verifizierbar oder falsifizierbar ist, lässt sich der Satz „Peter soll um 14 Uhr am Bahnhof sein“ mit den Mitteln von Beobachtung und Logik allein nicht begründen oder widerlegen.
Die erkenntnistheoretische Unterscheidung zwischen Sein und Sollen liegt den modernen Erfahrungswissenschaften zugrunde. Wer diese Unterscheidung nicht akzeptiert, der muss entweder ein Sein postulieren, das nicht direkt oder indirekt wahrnehmbar ist, oder er muss das Gesollte für sinnlich wahrnehmbar halten. Beiden Positionen mangelt es bisher an einer intersubjektiven Nachprüfbarkeit.
Die vermeintliche Herleitung ethischer Normen aus Aussagen über das Seiende wird oft nur durch die unbemerkte Ausnutzung der normativ-empirischen Doppeldeutigkeit von Begriffen wie „Wesen“, „Natur“, „Bestimmung“, „Funktion“, „Zweck“, „Sinn“ oder „Ziel“ erreicht.
So bezeichnet das Wort „Ziel“ einmal das, was ein Mensch tatsächlich anstrebt („Sein Ziel ist das Diplom“). Das Wort kann jedoch auch das bezeichnen, was ein Mensch anstreben sollte („Wer nur am Materiellen ausgerichtet ist, der verfehlt das wahre Ziel des menschlichen Daseins“).
Die unbemerkte empirisch-normative Doppeldeutigkeit bestimmter Begriffe führt dann zu logischen Fehlschlüssen wie: „Das Wesen der Sexualität ist die Fortpflanzung. Also ist Empfängnisverhütung nicht erlaubt, denn sie entspricht nicht dem Wesen der Sexualität.“
Aus der logischen Unterscheidung von Sein und Sollen folgt jedoch keineswegs, dass damit eine auf Vernunft gegründete Ethik unmöglich ist, wie dies sowohl von Vertretern des logischen Empirismus als auch des Idealismus geäußert wird. Zwar ließe sich allein auf Empirie und Logik keine Ethik gründen, aber daraus folgt noch nicht, dass es nicht andere allgemein nachvollziehbare Kriterien für die Gültigkeit ethischer Normen gibt. Ein aussichtsreiches Beispiel für eine nachpositivistische Ethik ist die am Kriterium des zwangfreien Konsenses orientierte Diskursethik.
Mit der Feststellung, dass das Gesollte nicht aus dem Seienden logisch ableitbar ist, wird eine Begründung von Normen noch nicht aussichtslos. Denn neben den Seinsaussagen und den normativen Sätzen gibt es Willensäußerungen. Die Willensäußerung einer Person: „Ich will in der nächsten Stunde von niemandem gestört werden“ beinhaltet die Norm: „Niemand soll mich in der nächsten Stunde stören“. Die Aufgabe der Ethik ist es, allgemeingültige Willensinhalte bzw. Normen zu bestimmen und nachvollziehbar zu begründen.
Die logische Unterscheidung zwischen Ist-Sätzen und Soll-Sätzen wird vor allem von Vertretern idealistischer Positionen als eine unzulässige Trennung von Sein und Sollen angesehen und es wird eingewandt, dass ihr ein verkürzter Seinsbegriff zugrunde liege. So argumentiert Vittorio Hösle, das Sollen könne nur vom realen, empirischen Sein strikt abgegrenzt werden, „... ein ideales Sein, das nicht vom Menschen gesetzt ist, wird dem Sollen damit ebenso wenig abgesprochen wie eine mögliche Prinzipiierungsfunktion gegenüber dem empirischen Sein“. Es könne gerade als Aufgabe des Menschen angesehen werden, „damit fertig zu werden, dass das Sein nicht so ist, wie es sein soll“. Das Gesollte solle eben sein und sei als solches bereits Prinzip des Seins:

„Aber wenn das Projekt der Ethik einen Sinn haben soll, dann muß das Sein in einer bestimmten Weise strukturiert sein: Es muß Wesen enthalten, die zumindest der Erkenntnis des Sollens fähig sind, ja in denen diese Erkenntnis – bei allen Widerständen durch verschiedene Interessen – nicht ohne Einfluß auf ihr Handeln ist. Daß aus der Geltung des Sollens Annahmen über die Wirklichkeit folgen, ist eine keineswegs triviale Annahme und m. E. nur im Rahmen eines objektiven Idealismus zu begreifen, nach dem das faktische Sein durch ideale Strukturen wenigstens zum Teil prinzipiert ist.“

Die Möglichkeit einer teleologischen Ethik scheint mit der logischen Unterscheidung von Seins- und Sollens-Aussagen grundsätzlich in Frage gestellt. Aus Sicht der klassischen Position des Realismus bezüglich der Ethik, insbesondere des Naturrechts, ist es aber gerade das Sein, aus dem das Sollen abgeleitet werden muss, da es (außer dem Nichts) zum Sein keine Alternative gibt. Weil das Gute das Seinsgerechte, also das dem jeweiligen Seienden gerechte bzw. entsprechende ist, muss demnach das Wesen des Seins zunächst erkannt und aus ihm die Forderung des Sollens (ihm gegenüber) logisch abgeleitet werden.

### Das Problem des Bösen
Trotz der teilweise apokalyptischen geschichtlichen Ereignisse des 20. Jahrhunderts wird der Begriff „böse“ in der Umgangssprache nur noch selten gebraucht. Stattdessen werden meist die Begriffe „schlecht“ („ein schlechter Mensch“) oder „falsch“ („die Handlung war falsch“) verwendet. Das Wort „böse“ gilt im gegenwärtigen Bewusstsein generell als metaphysikverdächtig und aufgrund der allgemeinen Dominanz des naturwissenschaftlichen Denkens als überholt.
In der philosophischen Tradition wird das Böse als eine Form des Übels betrachtet. Klassisch geworden ist die Unterscheidung von Leibniz zwischen einem metaphysischen (malum metaphysicum), einem physischen (malum physicum) und einem moralischen Übel (malum morale). Das metaphysische Übel besteht in der Unvollkommenheit alles Seienden, das physische Übel in Schmerz und Leid. Diese Übel sind Widrigkeiten, die ihren Ursprung in der Natur haben. Sie sind nicht „böse“, da sie nicht das Ergebnis des (menschlichen oder allgemeiner gesagt geistigen) Willens sind. Das moralische Übel oder das Böse hingegen besteht in der Nicht-Übereinstimmung einer Handlung mit dem Sittengesetz bzw. Naturrecht. Es kann, wie Kant betont, nur „die Handlungsart, die Maxime des Willens und mithin die handelnde Person selbst“ böse sein. Das Böse ist also als Leistung oder besser Fehlleistung des Subjekts zu verstehen.

#### Reduktionistische Erklärungsversuche
Die Verhaltensforschung führt das Böse auf die allgemeine „Tatsache“ der Aggression zurück. Diese sei einfachhin ein Bestandteil der menschlichen Natur und als solcher moralisch irrelevant. Daher spricht Konrad Lorenz auch vom „sogenannten Bösen“. Dieser Erklärung wird von Kritikern eine reduktionistische Betrachtungsweise vorgeworfen. Sie übersehe, dass dem Menschen auf der Grundlage der Freiheit die Möglichkeit gegeben ist, zu seiner eigenen Natur Stellung zu nehmen.
In der Philosophie stellte sich bereits Platon die Frage, wie das Böse überhaupt möglich sei. Das Böse werde nur getan, weil jemand im irrtümlichen Glauben annimmt, er (oder jemand) habe einen Nutzen davon. Somit wolle er aber den mit dem Bösen verbundenen Nutzen. Das Böse um seiner selbst willen könne niemand vernünftigerweise wollen:

„Sokrates: So ist denn doch klar, daß diejenigen, welche es nicht kennen, nicht das Böse begehren, sondern vielmehr das, was sie für gut halten, während es böse ist; so daß diejenigen, welche es nicht kennen und es für gut halten, offenbar eigentlich das Gute begehren. Oder nicht?

Sokrates: Und weiter: Diejenigen, welche das Böse begehren, wie du behauptest, während sie doch glauben, daß das Böse dem schade, welchem es zuteil wird, erkennen doch wohl, daß sie von ihm Schaden nehmen werden?

Menon: Notwendig.

Sokrates: Diese aber, halten sie nicht die, welche Schaden leiden, für elend, sofern sie Schaden leiden?

Menon: Notwendig auch das.

Sokrates: Halten sie die Elenden aber nicht für unglücklich?

Menon: Ich meine doch.

Sokrates: Gibt es nun einen Menschen, welcher elend und unglücklich sein will?

Menon: Ich denke nicht, Sokrates.

Sokrates: Niemand also will das Böse, Menon; wenn anders er nicht ein solcher sein will. Denn was heißt elend sein anders, als das Böse begehren und es besitzen?“

#### Nicht-reduktionistische Erklärungsversuche
Dieses in der Antike noch weit verbreitete Verständnis, das Böse ließe sich durch die Vernunft überwinden, wird allerdings durch die geschichtlichen Erfahrungen, insbesondere die des 20. Jahrhunderts, in Frage gestellt. Diese lehren in den Augen vieler Philosophen der Gegenwart, dass der Mensch durchaus im Stande sei, das Böse auch um seiner selbst willen zu wollen.
Als Motiv für das Böse kann zunächst einmal der Egoismus ausgemacht werden. Er äußert sich in vielen Spielarten. In seiner harmlosen Variante zeigt er sich im Ideal einer selbstbezogenen Bedürfnisbefriedigung. In dieser Form stellt er letztlich auch die „Vertragsgrundlage“ des Utilitarismus dar, der nichts anderes als einen Interessensausgleich zwischen den Individuen schaffen möchte. Dieser Aspekt trifft – wie die geschichtliche Erfahrung zeigt – noch nicht den eigentlichen Kern des Bösen. Dieser wird erst dann sichtbar, wenn die eigene Bedürfnisbefriedigung nicht mehr im Vordergrund steht:

„Die eigentliche Struktur des Bösen aber […] zeigt sich erst dort, wo dieser utilitaristische Bezug nicht leitend ist, sondern die zwecklose, ja sogar widersinnige Freude an der reinen Destruktion vorherrscht. Erst hier entdeckt man die unheimlichen Züge des menschlichen Ich: der Machtrausch der Zerstörung genießt“

Die Ursache dieses „radikal Bösen“ ist nach Kant weder in der Sinnlichkeit noch in der Vernunft zu sehen, sondern in einer „Verkehrtheit des Herzens“, in der sich das Ich gegen sich selbst wendet:

„Die Bösartigkeit der menschlichen Natur ist also nicht sowohl Bosheit, wenn man dieses Wort in strenger Bedeutung nimmt, nämlich als eine Gesinnung (subjektives Prinzip der Maximen), das Böse als Böses zur Triebfeder in seine Maxime aufzunehmen (denn die ist teuflisch); sondern vielmehr Verkehrtheit des Herzens, welches nun, der Folge wegen, auch ein böses Herz heißt, zu nennen.“

Dieser Grundgedanke Kants von der Selbstwidersprüchlichkeit des Ichs als Ursache des Bösen wird vor allem in der Philosophie des Idealismus noch einmal vertieft. Schelling unterscheidet zwischen einem alle Bindung verneinenden „Eigenwillen“ und einem sich in Beziehungen gestaltenden „Universalwillen“. Die Möglichkeit zum Bösen bestehe darin, dass der Eigenwille sich seiner Integration in den Universalwillen widersetzt.

„Das Prinzip, sofern es aus dem Grunde stammt und dunkel ist, ist der Eigenwille der Kreatur, der aber, sofern er noch nicht zur vollkommenen Einheit mit dem Licht (als Prinzip des Verstandes) erhoben ist (es nicht faßt), bloße Sucht oder Begierde, d. h. blinder Wille ist. Diesem Eigenwillen der Kreatur steht der Verstand als Universalwille entgegen, der jenen gebraucht und als bloßes Werkzeug sich unterordnet.“

Das radikal Böse bewirke einen Umsturz der Ordnung in mir selbst und in Bezug zu anderen. Es erfolge um seiner selbst willen, denn „wie es einen Enthusiasmus zum Guten gibt, ebenso gibt es eine Begeisterung des Bösen“.
Nach der klassischen Lehre (Augustinus, Thomas von Aquin etc.) ist das Böse selbst letztlich substanzlos. Als privativer Gegensatz des Guten besteht es nur in einem Mangel (an Sein bzw. an Gutem). Im Gegensatz zum absolut Guten (Gott) gibt es demnach das absolut Böse nicht.

## Durchsetzungsproblem
Das Durchsetzungsproblem der Ethik besteht darin, dass die Einsicht in die Richtigkeit ethischer Prinzipien zwar vorhanden sein kann, daraus aber nicht automatisch folgt, dass der Mensch auch im ethischen Sinne handelt. Die Einsicht in das richtige Handeln bedarf einer zusätzlichen Motivation oder eines Zwangs.
Das Problem erklärt sich daraus, dass die Ethik einerseits und das menschliche Eigeninteresse als Egoismus andererseits oft einen Gegensatz bilden. Das Durchsetzungsproblem gewinne zudem durch die Globalisierung eine neue Dimension, die zu einer Ethik der Neomoderne führe.

### Beispiel
Die Tatsache, dass die Menschen im Land X Hunger leiden und ihnen geholfen werden sollte, ja es moralisch geboten erscheint ihnen zu helfen, wird niemand bestreiten. Die Einsicht es auch zu tun, einen Großteil seines Vermögens dafür herzugeben, wird es im nennenswerten Umfang erst geben, wenn eine zusätzliche Motivation auftaucht, etwa die Gefahr einer Migration wegen Hungers ins eigene Land unmittelbar bevorsteht.
Das Durchsetzungsproblem zeigt sich auf andere Weise auch in der Erziehung, etwa wenn fest verinnerlichte Verhaltensregeln später auf entwickelte ethische Prinzipien stoßen.

### Lösungsansätze
Erkenntnisse der Evolutionären Spieltheorie lassen Rückschlüsse darauf zu, dass das Durchsetzungsproblem durch Selbstdurchdringung gelöst werden kann. Diese Auffassung vertraten zuerst Vertreter der Neuen Institutionenökonomik. So wiesen Eirik Furubotn und Rudolf Richter darauf hin, dass der Aufbau einer Reputation eine dominate Spielstrategie sein kann.